# فتوى شلتوت

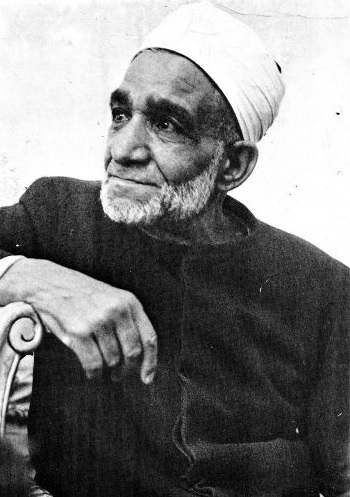
محمود شلتوت وهو صاحب الفتوى.

فتوى شلتوت هي فتوى تُنسب إلى شيخ الأزهر محمود شلتوت، قيل أنها صدرت في 17 ربيع الأول 1378 هـ / 1959 م، أجاز فيها التعبّد بالمذهب الشيعي الجعفري باعتباره مذهباً إسلامياً كالمذاهب السنية الأربعة (الحنفية والمالكية والشافعية والحنبلية). وشلتوت هو أحد الأعضاء المؤسسين لدار التقريب بين المذاهب الإسلامية التي كانت تعمل على التقريب بين السنة والشيعة.

## نص الفتوى

فتوى الشيخ شلتوت.

## أصداء الفتوى

### تشكيك في صدور الفتوى
شكك يوسف القرضاوي إصدار هكذا فتوى عن الشلتوت وقال «تراث الشيخ شلتوت أنا أعلم الناس به... ما رأيت هذه الفتوى في حياتي قط ولم اسمع عنها».

### أصداء
علق محمد الغزالي على هذه الفتوى، حيث جاء في كتابه «دفاع عن العقيدة والشريعة» وهو يناقش مسألة التقريب:
في المقابل، عارض الفتوى عدد من علماء الأزهر مثل: الشيخ محمد حسنين مخلوف، والشيخ عبد اللطيف السبكي، رئيس لجنة الفتوى، وشيخ الحنابلة بالأزهر، والشيخ محمد عرفة، كما عارضها علماء آخرون من خارج الأزهر.